# Logik der Forschung
Logik der Forschung, (tyska, Forskningens logik) är en bok från 1934 av Karl Popper. Popper skrev om sin bok på engelska under titeln The Logic of Scientific Discovery (den vetenskapliga upptäcktens logik), och återpublicerade den 1959. Han argumenterar för att vetenskapen bör anta en metodologi baserad på falsifierbarhet, därför att oavsett antal experiment kan en teori ej bevisas, men ett enda experiment kan motsäga en. Popper hävdar att empiriska teorier karaktäriseras av falsifierbarhet.
Den tyska versionen finns i tryck av Mohr Siebeck (ISBN 3-16-148410-X), den engelska av Routledge Publishers (ISBN 0-415-27844-9).